# 覆面座談会
覆面座談会（ふくめんざだんかい）は、覆面をかぶり身分素性を隠して行われる話し合いのこと。イタリアの覆面レスラーが試合前の余興として行ったのがきっかけで世界各地に広まった。

## 概要
覆面座談会では自分の身分を明かさないために本音を語ることが出来るという長所もあるが、無責任で乱暴な発言が多くなるという短所もある。座談会の主催者はまず話し合いのテーマを決め参加者を集める。そして開催場所と日程を決め参加者に正確に伝える。また人数分の覆面の準備が必要となる。
覆面座談会は、1970年代には盛んに行われていたが、インターネット掲示板の普及により匿名での情報交換が容易になると、徐々に廃れていった。